# Lexikon der Ägyptologie
Das Lexikon der Ägyptologie (abgekürzt LÄ) ist ein umfangreiches und umfassendes Fachlexikon zur Ägyptologie, das von 1975 bis 1992 erschien. Daneben erschien Das Kleine Lexikon der Ägyptologie als kompakte, modernisierte, auch für Privatpersonen erschwingliche Ausgabe. Bereits 1960 begannen die Vorarbeiten zum ersten Band durch Wolfgang Helck und Eberhard Otto, der als Gründer und Hauptherausgeber des Lexikons gilt. Nach dem Tod von Eberhard Otto im Oktober 1974, kurz vor Abschluss des ersten Bandes, sprang Wolfhart Westendorf als Mitherausgeber ein. Insgesamt erschienen im Harrassowitz-Verlag sechs Bände, die durch einen Indexband sowie einen Band für Nachträge und Korrekturen ergänzt wurden. 

## Beschreibung
Das Lexikon der Ägyptologie dient nach eigenen Angaben der Darstellung von Kultur und Geschichte des pharaonischen Ägypten. Nicht berücksichtigt werden dabei die griechisch-römische Zeit, das christliche Ägypten sowie das „Nachleben“ der ägyptischen Kultur. An dem Lexikon haben 277 Wissenschaftler, meist aus dem engeren Fachgebiet, aber auch aus Nachbardisziplinen mitgearbeitet. Die 3233 insgesamt enthaltenen Artikel sind überwiegend auf Deutsch verfasst, es finden sich daneben auch viele englische, seltener französische Artikel. Das Lexikon wurde nicht erstellt, um einen einheitlichen, konsistenten Wissenstand bereitzustellen, sondern enthält bewusst widersprechende Meinungen und Auffassungen. 

## Bände
Das Werk gliedert sich wie folgt:
- Band 1: A – Ernte. Harrassowitz, Wiesbaden 1975, ISBN 3-447-01670-1.
- Index zu Band 1. 1976, ISBN 3-447-01820-8.
- Band 2: Erntefest – Hordjedef. 1977, ISBN 3-447-01876-3.
- Index zu Band 2. 1978, ISBN 3-447-01901-8.
- Band 3: Horhekenu – Megeb. 1980, ISBN 3-447-02100-4.
- Index zu Band 3. 1981, ISBN 3-447-02128-4.
- Band 4: Megiddo – Pyramiden. 1982, ISBN 3-447-02262-0 (Digitalisat).
- Index zu Band 4. 1983, ISBN 3-447-02371-6.
- Band 5: Pyramidenbau – Steingefäße. 1984, ISBN 3-447-02489-5 (Digitalisat).
- Index zu Band 5. 1986, ISBN 3-447-02662-6.
- Band 6: Stele – Zypresse. 1986, ISBN 3-447-02663-4.
- Band 7: Nachträge, Korrekturen und Indices. 1992, ISBN 3-447-03332-0.

## Weitere Literatur
- Wolfhart Westendorf: Bemerkungen und Korrekturen zum Lexikon der Ägyptologie. Selbstverlag, Göttingen 1989, OCLC 61985132.
- Wolfhart Westendorf: Bemerkungen und Korrekturen zum Lexikon der Ägyptologie. Index. Selbstverlag, Göttingen 1990, OCLC 61985133.